# Nicolaus Spit
Nicolaus Bartholomeus Petrus Spit (* 9. März 1853 in Enkhuizen; † 24. Mai 1929 in Amersfoort) war ein niederländischer altkatholischer Geistlicher und von 1892 bis zu seinem Tod Bischof von Deventer.

## Leben

### Jugend, Studium und Priesteramt
Er wurde als Sohn des Kaufmanns Hendricus Spit und der Geertruida Maria van der Veer geboren. Nach seiner Ausbildung am altkatholischen Seminar in Amersfoort empfing er im Jahre 1879 die Priesterweihe. Kaplan war er in Amersfoort und Egmond aan Zee. In letzterem Ort hatte er einen wichtigen Anteil am Bau einer neuen Kirche. Im Jahr 1884 wurde er zum Pfarrer der Kirche St. Peter und Paul in Rotterdam – auch Paradijskerk genannt – gewählt. Hier nahm er auch an der von Pfarrer J.A. van Beek initiierten Gründung der Zeitschrift De Oud-Katholiek teil. Während seiner Amtszeit wurde 1910 die in der Altstadt versteckte Schuilkerk durch ein neues Kirchengebäude am Nieuwe Binnenweg ersetzt.

### Bischofsamt
Nachdem Spit 1892 Mitglied des Metropolitankapitels geworden war, wurde er am 19. Februar 1894 zum Bischof von Deventer ernannt und empfing am 30. Mai 1895 durch den Erzbischof von Utrecht, Gerardus Gul, sowie die Bischöfe Casparus Johannes Rinkel (Haarlem) und Eduard Herzog (Schweiz) die Bischofsweihe. Als Wahlspruch nahm er die Worte aus Psalm 73,28  (Vulgata Psalm 72, 28): Spem In Te Posui („Auf dich habe ich meine Hoffnung gesetzt“). Er übte das Bischofsamt zusätzlich zu seinem Pfarramt in Rotterdam aus.
Im Jahr 1907 war er Mitkonsekrator bei der Bischofsweihe von Franciszek Hodur für die Polnische National-katholische Kirche, und 1909 war er ebenfalls Mitkonsekrator bei der Bischofsweihe von Jan Maria Michał Kowalski für die Altkatholische Kirche der Mariaviten. 1913 wurde er Dekan des Metropolitan-Kapitels und Erzpriester (Dekan) von Schieland und Süd-Holland. Im Jahre 1922 zog er sich aus dem Amt nach Amersfoort zurück.
Seine letzten Lebensjahre waren durch zunehmende Schwerhörigkeit und Sehbehinderung gekennzeichnet.

## Werke
- Waarheid en Liefde. Amalie von Lasaulx of Zuster Augustine. Rotterdam 1891.
- Lezingen en Gebeden voor en na de Heilige Communie. Rotterdam 1899.